# Kruibeke
Kruibeke è un comune belga situato nella regione fiamminga delle Fiandre orientali.
Il comune di Kruibeke comprende i villaggi di Bazel, Kruibeke e Rupelmonde, località natale di Gerardo Mercatore.

## Geografia fisica

### Territorio
| #   | Naam       | Superficie (km²) | Abitanti (01/01/2008) |
| --- | ---------- | ---------------- | --------------------- |
| I   | Kruibeke   | 14,54            | 7 209                 |
| II  | Rupelmonde | 1,88             | 3 031                 |
| III | Bazel      | 17,00            | 5 242                 |

Note: Gemeente Kruibeke Archiviato il 7 marzo 2012 in Internet Archive.
|  |  |

Gli abitati confinanti sono: (a) Hoboken, comune di Anversa, (b) Hemiksem, (c) Schelle, (d) Hingene, comune di Bornem, (e) Steendorp, comune di Temse, (f) Temse, (g) Haasdonk, comune di Beveren, (h) Melsele, comune di Beveren, (i) Burcht, comune di Zwijndrecht,

## Monumenti e luoghi d'interesse
- Castello di Wissekerke (XIII-XIX secolo; nella frazione di Bazel)[1]

## Amministrazione

### Gemellaggi
- Gangelt (Germania)
- Holsthum (Germania)
- Wissekerke (Paesi Bassi)
- Moldovita (Romania)
- Al'Udayn (Yemen)